# Bobbejaan klim die berg
Bobbejaan klim die berg is een Afrikaans volksliedje. Bobbejaan is het Afrikaanse woord voor baviaan.

## Algemeen
Er bestaan verschillende versies van het liedje. Het originele liedje stamt waarschijnlijk uit de tijd van de Boerenoorlogen. Het woord ‘rooinek’ (samenvoeging van rood en nek) werd gebruikt als scheldwoord voor Engelse soldaten die met hun tropenhelmen niet goed beschermd waren tegen de zon, en daardoor verbrandden in hun nek.
In latere versies werden de zinnen “om die Rooinek te vererg, hoera vir die Boer hoera” gewijzigd in “Om die Boere te vererg, hoera vir jollie Bobbejaan”.
Vanaf de jaren 30 werd het lied ook in Nederland bekend. Het werd veelvuldig opgenomen in zangbundels voor kampliederen en studentenliederen. Het verscheen bijvoorbeeld in de Vivat Academia uit 1935, een zangbundel voor studenten en in 1956 werd het lied ook opgenomen in Nederlands volkslied.
Het lied werd tot na de Tweede Wereldoorlog gezongen op onder meer lagere scholen in Nederland, maar sinds de Apartheid en de daarmee gepaard gaande protesten groeide ook het weerzin van Nederlanders om de Afrikaanse taal te bezigen. Het lied raakte in de loop der tijd in onbruik, maar wordt nog soms opgevoerd in een voornamelijk nostalgische context. Duo Karst vertolkte in 2001 het lied bijvoorbeeld op het album Oude schoolliedjes deel 11.

## Tekst[5]
De originele versie van het nummer heeft de volgende tekst:

Bobbejaan klim die berg so haestig en so lustig

Bobbejaan klim die berg so haestig en so lustig

Bobbejaan klim die berg om die Rooinek te vererg’

Hoera voor die Boer hoera!

Je moe nie huil nie

Je moe nie treur nie, die Stellenboschse kerls kom’ weer!

Je moe nie huil nie

Je moe nie treur nie, die Stellenboschse kerls kom’ weer!

Bobbejaan sluip die dal so haestig en zo lustig

Bobbejaan sluip die dal so haestig en zo lustig

Bobbejaan sluip die dal om die Rooinek te verval

Hoera voor die Boer hoera!

Je moe nie huil nie

Je moe nie treur nie, die Stellenboschse kerls kom’ weer!

Je moe nie huil nie

Je moe nie treur nie, die Stellenboschse kerls kom’ weer!

Bobbejaan kruip die haag so haestig en so lustig

Bobbejaan kruip die haag so haestig en so lustig

Bobbejaan kruip die haag om die Rooinek te verjaag

Hoera voor die Boer hoera!

Je moe nie huil nie

Je moe nie treur nie, die Stellenboschse kerls kom’ weer!

Je moe nie huil nie

Je moe nie treur nie, die Stellenboschse kerls kom’ weer!

## Trivia
- De Belgische zanger Bobbejaan Schoepen ontleende zijn artiestennaam aan dit liedje.
- In 1949 publiceerde Herman Pijfers onder het pseudoniem Frans Anders het boek Bobbejaan klim die berg, een kinderavontuur dat zich afspeelt in Zuid-West Afrika.[6]